# Drums&percussion
Das Magazin drums&percussion war das älteste deutsche Fachmagazin zum Thema Schlagzeug und Percussion.

## Geschichte
Das Magazin erschien seit Februar 1982 alle zwei Monate. Als Chefredakteur fungierte von 1988 bis Ende 2015 der Schlagzeuger Manni von Bohr. Ab dem 1. Januar 2016 war Cord Radke Chefredakteur des Magazins. Die Themen des Heftes waren Praxisreports, Tests, Interviews, Workshops von und mit namhaften deutschen und internationalen Schlagzeugern (Michael Küttner, Claus Hessler, Jost Nickel, Anika Nilles, Andy Gillmann, Florian Alexandru-Zorn, José Cortijo, Conny Sommer, Claudio Spieler, Altfrid M. Sicking, Phil Maturano, Dudu Tucci, Oli Rubow, Dirk Brandt u. a.), CD/DVD/Buch-Besprechungen sowie Messe- und Veranstaltungsberichte. Von 2005 bis 2015 lag jedem Heft eine CD mit Playalongs, Workshops und Spielübungen bei; ab 2015 wurde die CD durch Download-Audio-Files ersetzt, die vom Heftkäufer oder Abonnenten per Code abrufbar waren. Das Heft erschien in der Reiner H. Nitschke Verlags-GmbH in Euskirchen und digital in Form eines E-Papers. 2024 wurde das Magazin mit der letzten Ausgabe Jan/Feb. 2024 eingestellt bzw. ist in der Zeitschrift STICKS aufgegangen.